# Campeonato Europeu de Hóquei em Patins Masculino de 2000
O Campeonato Europeu de 2000 foi a 44.ª edição do Campeonato Europeu de Hóquei em Patins.

## Participantes
| País       | Participação | Melhor Resultado |
| Portugal   | 39.ª         | Campeão (1947, 1948, 1949, 1950, 1952, 1956, 1959, 1961, 1963, 1965, 1967, 1971, 1973, 1975, 1977, 1987, 1992, 1994, 1996 e 1998) |
| Espanha    | 32.ª         | Campeão (1951, 1954, 1955, 1957, 1969, 1979, 1981, 1983 e 1985)                                                                   |
| Itália     | 42.ª         | Campeão (1953 e 1990) |
| Suíça      | 44.ª         | 2.º Lugar (1937) |
| França     | 43.ª         | 2.º Lugar (1926, 1927, 1928, 1930 e 1931)                                                                                         |
| Alemanha   | 40.ª         | 2.º Lugar (1932 e 1934) |
| Holanda    | 29.ª         | 3.º Lugar (1963, 1967, 1969 e 1981)                                                                                               |
| Inglaterra | 44.ª         | Campeão (1926, 1927, 1928, 1929, 1930, 1931, 1932, 1934, 1936, 1937, 1938 e 1939)                                                 |
| ---------- | ------------ | --- |

## Fase de Grupos

### Grupo A
|            | Portugal | França | Suíça | Inglaterra |
| ---------- | -------- | ------ | ----- | ---------- |
| Portugal   |          | 2-1    | 4-1   | 17-1       |
| França     |          |        | 5-1   | 8-0        |
| Suíça      |          |        |       | 7-0        |
| Inglaterra |          |        |       |            |

| CI. | Equipa     | Pts | J | V | E | D | GM | GS | DG  |
| --- | ---------- | --- | - | - | - | - | -- | -- | --- |
| 1.º | Portugal   | 6   | 3 | 3 | 0 | 0 | 23 | 3  | 20  |
| 2.º | França     | 4   | 3 | 2 | 0 | 1 | 14 | 3  | 11  |
| 3.º | Suíça      | 2   | 3 | 1 | 0 | 2 | 9  | 9  | 0   |
| 4.º | Inglaterra | 0   | 3 | 0 | 0 | 3 | 1  | 32 | -31 |

### Grupo B
|          | Espanha | Itália | Alemanha | Países Baixos |
| -------- | ------- | ------ | -------- | ------------- |
| Espanha  |         | 4-1    | 5-0      | 14-1          |
| Itália   |         |        | 3-0      | 7-0           |
| Alemanha |         |        |          | 2-2           |
| Holanda  |         |        |          |               |

| CI. | Equipa   | Pts | J | V | E | D | GM | GS | DG  |
| --- | -------- | --- | - | - | - | - | -- | -- | --- |
| 1.º | Espanha  | 6   | 3 | 3 | 0 | 0 | 23 | 2  | 21  |
| 2.º | Itália   | 4   | 3 | 2 | 0 | 1 | 11 | 4  | 7   |
| 3.º | Alemanha | 1   | 3 | 0 | 1 | 2 | 2  | 10 | -8  |
| 4.º | Holanda  | 1   | 3 | 0 | 1 | 2 | 3  | 23 | -20 |

## Fase Final

### 5.º-8.º Lugar
|  | Eliminatória           | Eliminatória           |   |                        | 5º e 6º Lugar          | 5º e 6º Lugar |  |
|  |                        |                        |   |                        |                        |               |  |
|  | 18 de Dezembro de 2000 |                        |   |                        |                        |               |  |
|  | Suíça                  | 5                      |   |                        |                        |               |  |
|  | Holanda                | 2                      |   |                        |                        |               |  |
|  |                        |                        |   |                        |                        |               |  |
|  |                        |                        |   |                        | 19 de Dezembro de 2000 |               |  |
|  |                        |                        |   |                        | Suíça                  | 6             |  |
|  |                        | Alemanha               | 0 |                        |                        |               |  |
|  |                        |                        |   |                        |                        |               |  |
|  |                        |                        |   |                        |                        |               |  |
|  |                        |                        |   |                        | 7º e 8º Lugar          |               |  |
|  | 18 de Dezembro de 2000 | 18 de Dezembro de 2000 |   | 19 de Dezembro de 2000 | 19 de Dezembro de 2000 |               |  |
|  | Alemanha               | 6                      |   | Holanda                | 5                      |               |  |
|  | Inglaterra             | 1                      |   |                        | Inglaterra             | 2             |  |

### Apuramento Campeão
|  | Meias Finais           | Meias Finais           |   |                        | Final                  | Final |  |
|  |                        |                        |   |                        |                        |       |  |
|  | 18 de Dezembro de 2000 |                        |   |                        |                        |       |  |
|  | Espanha                | 6                      |   |                        |                        |       |  |
|  | França                 | 1                      |   |                        |                        |       |  |
|  |                        |                        |   |                        |                        |       |  |
|  |                        |                        |   |                        | 19 de Dezembro de 2000 |       |  |
|  |                        |                        |   |                        | Espanha                | 6     |  |
|  |                        | Portugal               | 3 |                        |                        |       |  |
|  |                        |                        |   |                        |                        |       |  |
|  |                        |                        |   |                        |                        |       |  |
|  |                        |                        |   |                        | 3º e 4º Lugar          |       |  |
|  | 18 de Dezembro de 2000 | 18 de Dezembro de 2000 |   | 19 de Dezembro de 2000 | 19 de Dezembro de 2000 |       |  |
|  | Portugal               | 4                      |   | França                 | 0                      |       |  |
|  | Itália                 | 1                      |   |                        | Itália                 | 4     |  |

## Classificação final
| Lugar | Seleção    | J | V | E | D | GM | GS | Dif. |
| ----- | ---------- | - | - | - | - | -- | -- | ---- |
|       | Espanha    | 5 | 5 | 0 | 0 | 35 | 6  | +29  |
|       | Portugal   | 5 | 4 | 0 | 1 | 30 | 10 | +20  |
|       | Itália     | 5 | 3 | 0 | 2 | 16 | 8  | +8   |
| 4     | França     | 5 | 2 | 0 | 3 | 15 | 13 | +2   |
| 5     | Suíça      | 5 | 3 | 0 | 2 | 20 | 11 | +9   |
| 6     | Alemanha   | 5 | 1 | 1 | 3 | 8  | 17 | -9   |
| 7     | Holanda    | 5 | 1 | 1 | 3 | 10 | 30 | -20  |
| 8     | Inglaterra | 5 | 0 | 0 | 5 | 4  | 43 | -39  |

| Campeões Europeus 2000 |
| ---------------------- |
| Espanha                |
| ESPANHA 10.º Título    |